# Trương Phúc Phấn
Trương Phúc Phấn (?–?) là một danh tướng trong giai đoạn Trịnh–Nguyễn phân tranh. Là trấn thủ đầu tiên của dinh Bố Chính (dinh Ngói), với những chiến công giữ vững lũy Trường Dục và đánh thắng các cuộc tấn công quy mô lớn của quân Trịnh những năm 1640, 1648; ông được xếp vào hàng thứ hai của bậc Khai quốc công thần nhà Nguyễn.

## Thân thế
Trương Phúc Phấn vốn gốc người Quý Sơn, huyện Tống Sơn, tỉnh Thanh Hóa. Cha của Trương Phúc Phấn là Trương Gia Sơn, một vị tướng tài giỏi, từng giữ chức Điện Tiền Đô Chỉ Huy cho nhà Lê và được phong là Lương Quận Công. Sau thấy họ Trịnh chuyên quyền, làm việc bất đạo, Trương Gia Sơn mới bỏ chúa Trịnh đi vào Nam, ngụ tại làng Phong Lộc (Quảng Bình), sau dời vào Thừa Thiên.
Trương Phúc Phấn vốn tên Trương Công Phấn, nhờ lập được chiến công, được chúa Nguyễn đổi chữ "Công" thành chữ "Phúc", cho mang đệm của Chúa. Vốn con nhà tướng, Trương Phúc Phấn theo tập võ nghệ từ nhỏ, học binh thư đồ trận và sớm trở thành một tay võ nghệ, có tài mưu lược hơn người. Ông gia nhập vào quân đội của chúa Nguyễn ở miền Nam, vào đời chúa Sãi Nguyễn Phúc Nguyên.

## Sự nghiệp
Nhờ tài năng, ông được bổ nhiệm làm chức Cai Cơ. Ông trị quân nghiêm minh, đồng cam cộng khổ với quân lính và luôn răn dè binh sĩ dưới tay không được quấy phá, nhũng nhiễu dân chúng. Bởi vậy, ông nhận được sự nể phục và yên mến của nhân dân, binh lính ở các vùng đóng quân. Khi Nguyễn Phúc Nguyên muốn tranh hùng cùng chúa Trịnh ở phương Bắc, muốn tìm một tướng lĩnh tài ba, đức độ để giữ ải địa đầu. Các tướng lĩnh đều tiến cử Trương Phúc Phấn. Năm 1630, Trương Phúc Phấn giữ chức Trấn thủ dinh Bố Chính (dinh Ngói).
"Tháng 6-1630, chúa lập dinh Bố Chính, lập sổ dân đinh, đặt 24 đội thuyền. Trương Phúc Phấn làm Trấn thủ dinh Bố Chính, tước hiệu là Phấn quận công"
Tháng 8 năm Canh Thìn (1640), tướng làm phản là Nguyễn Khắc Loát quấy rối Nam Bố Chính. Chúa cùng Nguyễn Hữu Dật bàn kế trừ đi. Trước hết là tung phản gián vào đất chúa Trịnh, rồi sai Phấn cùng Nguyễn Cửu Kiều ngầm đem quân sang sông Gianh giả cách mời Khắc Loát đến hội. Khắc Loát tin lời, không phòng bị. Quân của Phấn thình lình ập đến đánh úp. Khắc Loát bối rối chạy về, bị chúa Trịnh sai giết đi. Phấn thừa thắng lấy hết cả đất châu Bắc Bố Chính. Tin thắng trận ấy đến nơi, chúa ban thưởng rất hậu.
Năm 1647, ở Bắc Hà, chúa Trịnh Tráng sai Đại Đô Đốc là Tiến Quận Công Lê Văn Hiểu, đem đại quân thủy bộ vào tấn công Nam Hà. Bộ binh tấn công vào nam Bố Chính, thủy quân đánh vào cửa Nhật Lệ. Trương Phúc Phấn cùng với con là Trương Phúc Hùng chia quân ra, giữ đồn Trường Dục và Lũy Thầy. Quân Trịnh khí thế hùng hậu ban đầu đã tấn công vào đại đồn Trường Dục và Lũy Thầy rất mãnh liệt, nhưng suốt mấy lần xung kích đều gặp thất bại. Dưới quyền điều động của Trương Phúc Phấn và Trương Phúc Hùng, binh sĩ Nam Hà đã chống trả, bảo vệ thành lũy rất hữu hiệu. Quân Trịnh đánh mãi không được gọi Trương Phúc Phấn là Phấn cố trì (Phấn giữ thành). Trương Phúc Hùng cũng là một vị tướng tài, võ nghệ, mưu trí và sự can đảm không thua gì cha. Binh sĩ coi ông như là một bức tường thành bằng sắt, bảo vệ Nam Hà, nên gọi ông là Hùng Thiết Lũy.
Mặc dầu thất bại nhiều lần, nhưng Lê Văn Hiểu vẫn tiếp tục xua quân đánh vào Trường Dục và Lũy Thầy. Quân Trịnh quá đông, trong khi quân Nguyễn giữ thành lại ít ỏi. Trương Phúc Phấn gửi thư về phủ chúa Nguyễn xin cứu viện. Lúc bấy giờ, Nguyễn Phúc Nguyên đã mất, Nguyễn Phúc Lan kế vị. Nhận được thư báo, chúa Thượng sai con trai là Nguyễn Phúc Tần và tướng Nguyễn Hữu Tiến đem quân ra Quảng Bình tiếp viện.
Chúa Nguyễn Phúc Tần chia thủy quân phục ở sông Cẩm La, chặn đường rút lui của quân Trịnh và sai Nguyễn Hữu Tiến đem một trăm con voi, vừa tờ mờ sáng, tấn công vào đại bản doanh của quân Trịnh. Hai cha con Trương Phúc Phấn và Trương Phúc Hùng cùng mở cửa thành tấn công vào quân Trịnh. Trận này quân chúa Nguyễn thắng lớn, bắt được nhiều tướng Trịnh và hơn ba ngàn quân Trịnh. Cha con Trương Phúc Phấn đều được phong Hầu, nâng hàng vương tôn.
Sau đó, Trương Phúc Phấn bị ốm rồi mất.

## Gia đình
Con của Trương Phúc Phấn là Trương Phúc Hùng, Trương Phúc Cương từng là những tướng lĩnh tài ba của các chúa Nguyễn.
Cháu của Trương Phúc Phấn (con của Trương Phúc Cương) là danh tướng Trương Phúc Phan.

## Tưởng niệm
Gia Long năm thứ 4 (1805), vua bàn định đẳng cấp các vị Khai quốc Công thần, Trương Phúc Phấn được suy tôn lập công thần hạng hai, được cấp 6 mẫu tự điền, 3 người chăm sóc lăng mộ.
Tên của ông được đặt cho một con đường đường ở Lộc Ninh, Đồng Hới, Quảng Bình, Việt Nam.